# Portugał

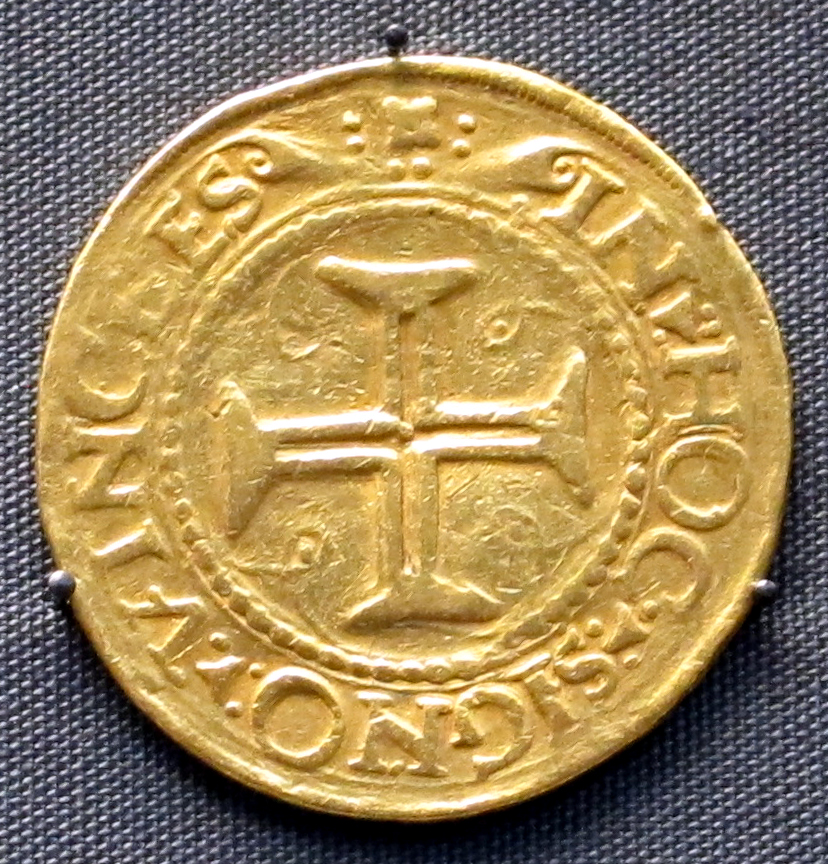
Rewers oryginalnego portugała

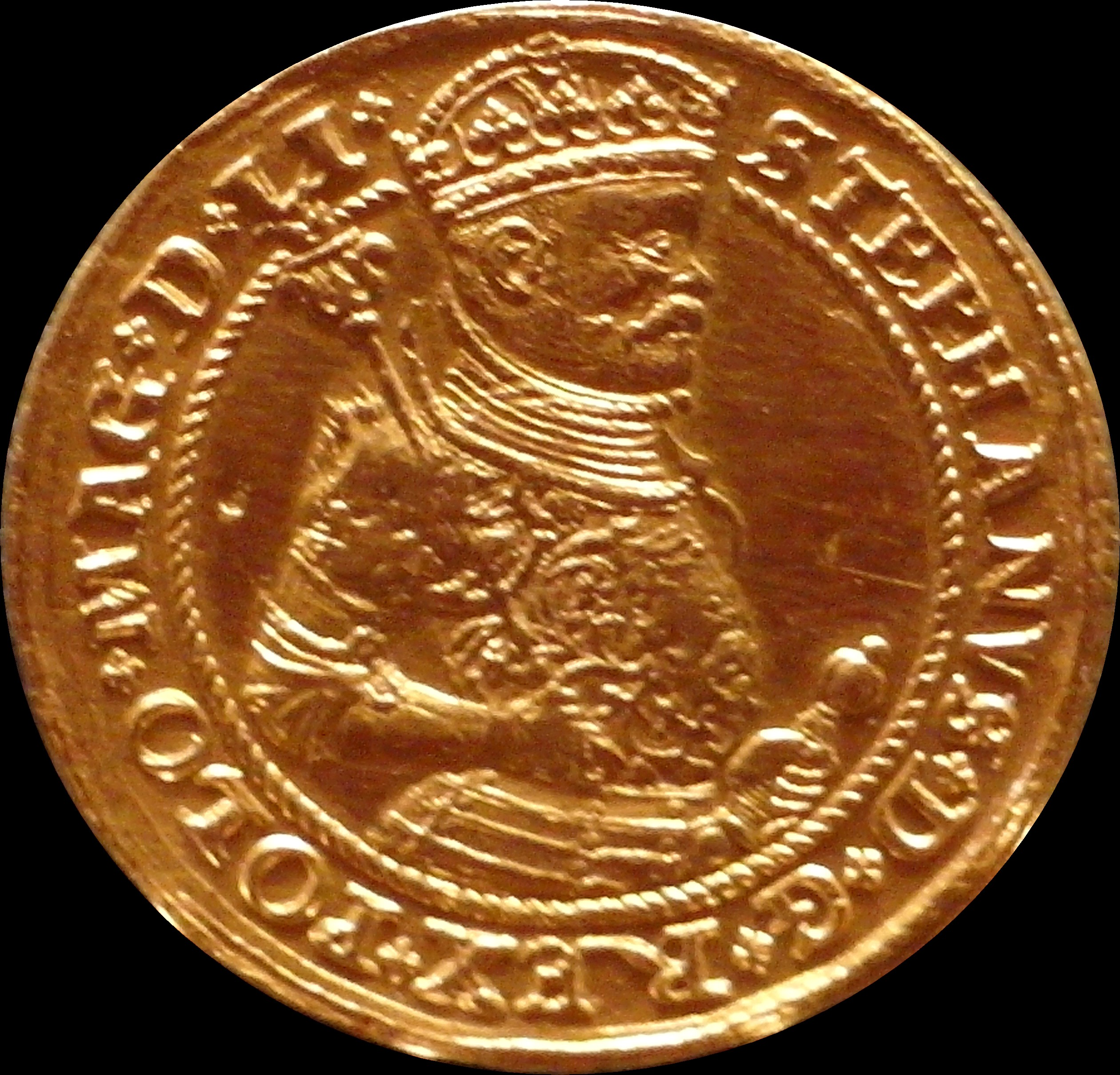
Portugał ryski Stefana Batorego z 1586 roku

Portugał (port. portuguez, niem. Portugalöser) – potoczna nazwa złotej monety wielodukatowej, obiegającej w Europie w XVI i XVII wieku.

## Pochodzenie
Nazwa ta pierwotnie odnosiła się do ciężkiej monety złotej (nazywanej też z włoska lisbonino) wartości 10 cruzado, wprowadzonej w Portugalii do obiegu w 1499 r. za panowania Manuela I (1495-1521). Nominał o wadze 39,9 g (z niemal czystego kruszcu) emitowano wykorzystując znaczne zasoby złota pochodzące z zamorskich kolonii. W 1517 miał on w Portugalii wartość 3900 reali, później – 4000 reali. 
Na awersie wyobrażano herb królestwa z inskrypcją R[ex]:PORTUGALIE, na rewersie – tarczę herbową z równoramiennym krzyżem Zakonu Rycerzy Chrystusowych (Ordem Militar de Cristo), którego wielkim mistrzem był portugalski monarcha, otoczonym legendą IN HOC SIGNO VINCES („Pod tym znakiem zwyciężysz”). Jego następca Jan (João) III wprowadził trzy podobne typy bite w Lizbonie i Porto. Monetę emitowano do 1557 roku. Pośrednią jej kontynuację stanowił moedor. 

## Europejskie naśladownictwa
Za przykładem monarchy portugalskiego inne państwa zapoczątkowały bicie podobnych wysokowartościowych monet odpowiadających 2½, 5, 10 oraz (rzadko) 20 dukatom. Emitowano je głównie w północnych Niemczech i krajach skandynawskich (Danii, Szwecji), a także w Siedmiogrodzie oraz w Rzeczypospolitej. Większość tych naśladownictw (określanych też jako Portugaleser) pochodziła z Hamburga: były to jedno-, pół- i ćwierćportugały z wizerunkiem herbu (bramy miejskiej) na awersie i krzyża portugalskiego na rewersie. Handlowa wartość monet z niemal czystego złota zazwyczaj odpowiadała ok. 10 dukatom. W emitowaniu północnoniemieckich portugałów uczestniczyły w mniejszym zakresie także Brema (biskupstwo), Lubeka (biskupstwo i miasto), Lüneburg, Magdeburg i Szlezwik-Holsztyn. Zgodnie z augsburskimi regulacjami menniczymi wydanymi dla państw i miast Rzeszy (1551, 1559), dopuszczającymi do obiegu tylko złote guldeny i dukaty, w Niemczech praktycznie zakazano bicia obcych monet ze złota (jakkolwiek zakaz ten nie był w pełni respektowany).

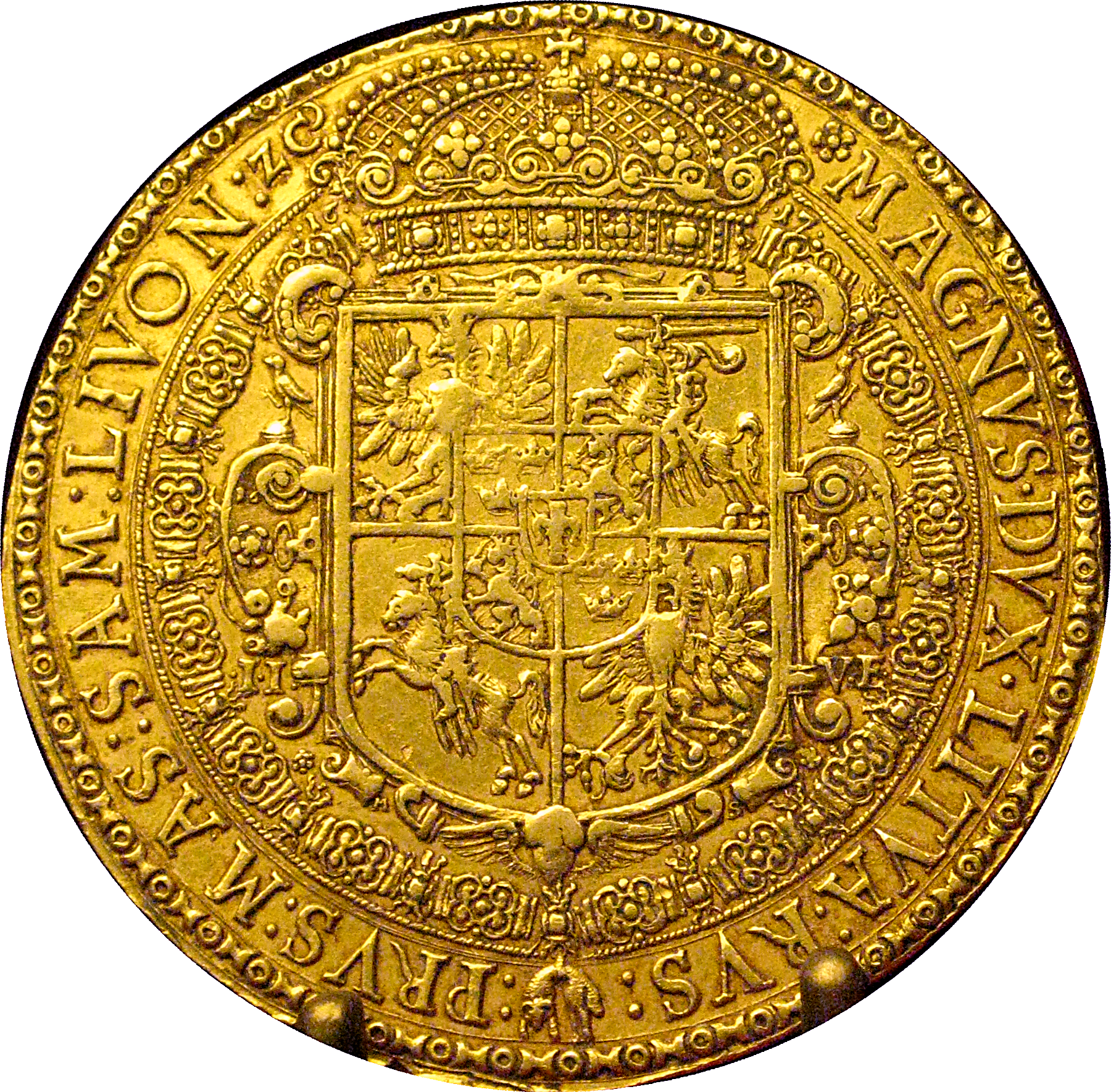
15-dukatówka Zygmunta III Wazy (1617)

W Polsce i na Litwie była to największa moneta obiegowa bita w XVI/XVII wieku, a zapoczątkował ją Zygmunt August, za którego rządów wybito ją w mennicy wileńskiej w 1562 roku. Monety te wypuszczano do 1652 r. – najliczniej za Zygmunta III. Jednakże polskie i litewskie portugały, w przeciwieństwie do niemieckich, nie naśladowały oryginalnych portugezów.
Kazimierz W. Wójcicki podaje, że „portugałami nazywano i medale albo pieniądze wartości 10, 20, 30 czerwonych złotych, bywały i mniejsze, i dukaty po 3, 5 i 7 złotych wartości”. Jako „moneta pamiątkowa” były one „rozdawane przy osobliwych okazjach przez króla, rady miejskie i inne osoby”. U Aleksandra Gwagnina znajdujemy wzmiankę, iż Jan Zamojski „darował na weselu swym gościom portugały złote, na których była twarz królewska, a na drugiej stronie żałosna figura o wzięciu Połocka” (w sierpniu 1579). Rej sentencjonalnie powiada: „Ujrzysz, jeślić pomogą portugały ony, / Coś je marnie szafował na rozliczne strony”.
W okresie późniejszym te ciężkie i nieporęczne monety służyły przede wszystkim w celach reprezentacyjnych, dekoracyjnych, jako upominki, pamiątki i donatywy. Dlatego z reguły wykonywano je starannie pod względem technicznym i na wysokim poziomie artystycznym. W Niemczech od 1673 bito w tym celu „portugalskie medale” wartości 10 dukatów; nazwa ta utrzymała się w Hamburgu aż do XIX stulecia. Podobne monety obcych i własnych emisji znane były nawet w Rosji; wiadomo, że po przyłączeniu Ukrainy car Aleksy Michajłowicz podarował Bogdanowi Chmielnickiemu portugał o wadze ok. 34 gramów. W Polsce „niewiasty z uboższej szlachty, mieszczki, a nawet wieśniaczki portugały złote nosiły przy koralach i paciorkach na szyi”. 
Oryginalne XVI-wieczne monety portugalskie stanowią dziś rzadkość na rynku numizmatycznym i osiągają niesłychanie wysoką cenę – najwyższą typ pochodzący z mennicy w Porto.